# Pardners (film 1917)
Pardners è un film muto del 1917. Non si conosce il nome del regista del film prodotto dalla Thomas A. Edison.

## Trama
Durante i lavori di costruzione di una nuova linea ferroviaria, l'ingegnere Justus Morrow conosce Olive, la maestrina che dà lezione ai bambini degli operai. I due si innamorano e si sposano. La concorrenza, intanto, assume Alonzo Struthers che si mette all'opera per impedire a Justus di portare a compimento la ferrovia. La situazione precipita quando Alonzo si innamora di Olive. Non solo sabota i lavori facendo saltare i binari, ma cerca anche di distruggere il matrimonio del suo rivale. Quando Justus si reca in Alaska, Alonzo invia ad Olive alcune foto rimaneggiate del marito che fanno credere alla donna che Justus passi il suo tempo in compagnia di donnine allegre. La rivelazione sconvolge Olive, pronta ora a chiedere il divorzio. Alonzo sarà smascherato dal socio di Justus che, armi alla mano, costringerà il ribaldo a confessare i suoi intrallazzi.

## Produzione
Il film fu prodotto dalla Thomas A. Edison.

## Distribuzione
Distribuito dalla Mutual Film (Mutual Star Productions), il film uscì nelle sale cinematografiche degli Stati Uniti il 29 gennaio 1917.